# Rafael Zambrano y Rubio
Rafael Zambrano y Rubio (1841-1901) fue un profesor, ingeniero industrial y escritor español.

## Biografía
Nació el 20 de octubre de 1841 en Sevilla y fue bautizado cuatro días después en la parroquia de la Magdalena. Era hijo de Juan Zambrano y María del Amparo Rubio.
Cursó la carrera de ingeniero industrial y en 1 de abril de 1867 tomó posesión de la cátedra de Física y Química del Instituto de Badajoz. Hizo oposiciones a la misma asignatura en el Instituto del Cardenal Cisneros de Madrid, y, ganada la plaza, la permutó el 24 de febrero del 1882 por la de Matemáticas de Sevilla que hasta entonces poseía Rodrigo Sanjurjo, y se posesionó de ella inmediatamente. Fallecido el 31 de julio de 1901, fue abuelo del poeta Rafael Laffón.
Su labor literaria, esencialmente didáctica, constó de libros de vulgarización y libros de texto. A la primera clase corresponden Cuentos científicos y Colección de veinticuatro cuentos, y a la segunda Aritmética y álgebra, Geometría y trigononometría, Apéndice de aritmética con aplicación al comercio y Problemas de aritmética y geometría y Compendio de Aritmética.